# Dolew
Dolew (hebr.: דולב) – wieś położona w samorządzie regionu Matte Binjamin, w Dystrykcie Judei i Samarii, w Izraelu.
Leży w południowo-zachodniej części Samarii, na północny zachód od Jerozolimy, w otoczeniu terytoriów Autonomii Palestyńskiej.

## Historia
Osada została założona w 1983 przez grupę żydowskich osadników.